# Айріс (серіал)
Айріс (кор. 아이리스) — південнокорейський гостросюжетний шпигунський телесеріал що транслювався щосереди та щочетверга з 14 жовтня по 17 грудня 2009 року на телеканалі KBS2. Виконавець головної ролі Лі Бьон Хон за участь в серіалі отримав гонорар у розмірі 1,5 мільярда вон, що складало на той час приблизно 1,35 млн доларів США.

## Сюжет
Двоє найкращих друзів Кім Хьон Джун та Чін Са У служать в одному зі спецпідрозділів південнокорейської армії. Одного разу Хьон Джун знайомиться з дівчиною яка йому дуже сподобалася. Він розповідає своєму товарищу що знайшов дівчину своєї мрії, але той також розповідає що закохався в одну красуню. Але обидві зустрічі не були випадковими, успіхи в службі обох друзів привернули увагу секретної служби (NSS), керівництво якої і доручило Чхве Сон Хі дізнатися більше про них у неформальних обставинах. Переконавшись що вони розумні та надійні солдати, вона рекомендувала керівництву зарахувати їх до команди, але перед тим вони повинні пройти останній іспит. Хьон Джуна та Са У викрадають незнайомці, друзів привозять у невідомий бункер де катують та вимагають дані про їх військову службу, але хлопці тримаються до кінця. Переконавшись в їх надійності, нічого не розуміючим друзям повідомляють що це був іспит і що їх зараховують до NSS. Далі Хьон Джуна та Са У приймає директор служби Пек Сан, та пояснює їм що NSS це надзвичайно секретна організація про існування якої знає лише декілька людей в країні, і головне завдання якої захист інтересів Південної Кореї будь-якими методами. Але найбільше здивування у обох викликало те що вони побачили серед співробітників NSS свою знайому, та дізнаються що знайомство з нею не було випадковим, і що вона тепер їх безпосередній командир. Але Хьон Джуну надзвичайно сподобалася Сон Хі, і він не звик відступати, та і вона не була проти, повагавшись вони вирішили в таємниці від усіх зустрічатися. 
Минає деякий час. Хьон Джуну доручають важливу місію в Угорщині, де він повинен забезпечити безпечну зустріч високопосадовців двох Корей. Але в Будапешті стається напад на делегацію КНДР під час якого Хьон Джун ледь не загинув. Прийшовши до тями він розуміє що його врятували невідомі, а NSS звинувачує його у зраді. Також він дізнається про таємниче товариство Айріс, головна мета якого спровокувати війну між Кореями та на руїнах побудувати нову державу. Але що робити далі, як вирватися від Айрісу, довести NSS свою невинність та хто його зрадив? В той самий час Са У щосили намагається переконати Сон Хі що Хьон Джун загинув, але вона розуміє що хтось дуже впливовий розпочав свою гру і вірить що Хьон Джун все ж живий. 

## Акторський склад

### Головні ролі
- Лі Бьон Хон — у ролі Кім Хьон Джуна. Служив у спецпідрозділі південнокорейської армії, коли його завербувала Національна розвідувальна служба Південної Кореї (NSS). Він має феноменальну пам'ять, добре натренований та майстерно володіє вогнепальною зброєю, але служба у спецназі та розвідці зовсім різні речі.
- Кім Те Хі — у ролі Чхве Син Хі[2]. Тендітна красуня в якій ніхто б не впізнав командира одного з підрозділів розвідувальної служби Південної Кореї (NSS). Безпосередньо відібрала Хьон Джуна з товарищем до свого підрозділу.
- Чон Чун Хо[en] — у ролі Чін Са У. Найкращий друг Хьон Джуна з яким вони разом служили у спецназі та були завербовані у розвідку (NSS). Але на новій роботі вони стали спочатку конкурентами а потім навіть ворогами.
- Кім Син У — у ролі Пак Чхоль Йона. Стійкий прихильник північнокорейської влади та ідей комунізму, голова спецслужби яка відповідає за безпеку високопосадовців КНДР.
- Кім Со Йон — у ролі Кім Сон Хви[3]. Підлегла Чхоль Йона, одна з небагатьох жінок що досягли високого статусу в розвідці КНДР.
- T.O.P — у ролі Віка[4]. Таємничий вбивця, член таємної організації мета якої розв'язати війну між кореями. Він вбиває високопосадовців, щоб кожна зі сторін звинувачувала один одного.

### Другорядні ролі

#### Члени NSS
- Кім Йон Чхоль[en] — у ролі Пек Сана. Директор NSS.
- Юн Че Мун[en] — у ролі Пак Сан Хьона.
- Кім Хє Джін[en] — у ролі Ян Чон Ін. Одна з керівників NSS, колега та старша подруга Сон Хі.
- Хьон Чу Ні[en] — у ролі Ян Мі Чон. Молода дівчина яка здається більш цікавится модою ніж службою, але вона неперевершений хакер в команді.
- Кім Де Джін[en] — у ролі Хван Те Сона. Агент відповідальний за технічну підтримку.
- Юн Чу Сан[en] — у ролі О Хьон Ку. Головний вчений та криміналіст NSS, найстарший член команди який звик ставитися до молодших агентів по батьківськи.

#### Люди з Чхонваде
- Лі Чон Гіль[en] — у ролі Чо Мьон Хо. Новий президент Південної Кореї який прийшов до влади щоб об'єднати дві Кореї.
- Чан Хан Йон[en] — у ролі Чан Чун Джуна. Головний радник президента якому той довіряє будь-які таємниці.
- Мьон Чі Йон[en] — у ролі Хон Су Джін. Секретарка президента.

#### Інші
- Карен Міяма[en] — у ролі Юкі[5]. Школярка з Акіти, її родина тримає невеликий готель в якому якось зупинився Хьон Джун.
- Юко Фуекі[en] — у ролі Еріко Сато. Працівниця японської розвідки.

## Рейтинги
- Найнижчі рейтинги позначені синім кольором, а найвищі — червоним кольором.

| Серія              | Прем'єра          | Рейтинг        | Рейтинг      | Рейтинг        | Рейтинг     |
| Серія              | Прем'єра          | TNmS Ratings   | TNmS Ratings | AGB Nielsen    | AGB Nielsen |
| Серія              | Прем'єра          | По всій країні | Сеул         | По всій країні | Сеул        |
| ------------------ | ----------------- | -------------- | ------------ | -------------- | ----------- |
| 1                  | 14 жовтня 2009    | 24,5 %         | 25,4 %       | 20,3 %         | 21,3 %      |
| 2                  | 15 жовтня 2009    | 25,3 %         | 26,1 %       | 23 %           | 24,7 %      |
| 3                  | 21 жовтня 2009    | 27,9 %         | 29,3 %       | 25,9 %         | 27,5 %      |
| 4                  | 22 жовтня 2009    | 26,2 %         | 27,2 %       | 23,8 %         | 25,2 %      |
| 5                  | 28 жовтня 2009    | 29,6 %         | 30,3 %       | 26,7 %         | 28,1 %      |
| 6                  | 29 жовтня 2009    | 28,9 %         | 29,8 %       | 27,7 %         | 29 %        |
| 7                  | 4 листопада 2009  | 30,7 %         | 31,1 %       | 27,8 %         | 27,9 %      |
| 8                  | 5 листопада 2009  | 30,9 %         | 31,9 %       | 27,1 %         | 27,4 %      |
| 9                  | 11 листопада 2009 | 32,7 %         | 33,3 %       | 28,2 %         | 28,9 %      |
| 10                 | 12 листопада 2009 | 33,7 %         | 34,5 %       | 28,6 %         | 29,7 %      |
| 11                 | 18 листопада 2009 | 34,1 %         | 34,9 %       | 29,3 %         | 30,1 %      |
| 12                 | 19 листопада 2009 | 31,3 %         | 32,3 %       | 28 %           | 29,9 %      |
| 13                 | 25 листопада 2009 | 32 %           | 32,5 %       | 29,6 %         | 31 %        |
| 14                 | 26 листопада 2009 | 32,5 %         | 33,4 %       | 27,4 %         | 27,7 %      |
| 15                 | 2 грудня 2009     | 34,7 %         | 35,5 %       | 30,6 %         | 32,5 %      |
| 16                 | 3 грудня 2009     | 35,7 %         | 36,5 %       | 31,3 %         | 32,8 %      |
| 17                 | 9 грудня 2009     | 37,2 %         | 39,1 %       | 32,8 %         | 34 %        |
| 18                 | 10 грудня 2009    | 35,7 %         | 37,8 %       | 32,2 %         | 32,9 %      |
| 19                 | 16 грудня 2009    | 35 %           | 36,4 %       | 31,6 %         | 33,2 %      |
| 20                 | 17 грудня 2009    | 39,9 %         | 41,8 %       | 35,5 %         | 37,3 %      |
| Середній рейтинг   | Середній рейтинг  | 31,9 %         | 33 %         | 28,4 %         | 29,6 %      |
| Спеціальний епізод | 23 грудня 2009    | 12 %           | 12,8 %       | 10 %           | 10,5 %      |

## Нагороди
| Рік  | Нагорода                               | Категорія                                                 | Отримувач                | Результат | Прим. |
| ---- | -------------------------------------- | --------------------------------------------------------- | ------------------------ | --------- | ----- |
| 2009 | 23-тя Премія KBS драма                 | Головний приз (Daesang)                                   | Лі Бьон Хон              | Перемога  | [ 8 ] |
| 2009 | 23-тя Премія KBS драма                 | Нагорода за високу майстерність (актор)                   | Лі Бьон Хон              | Номінація | [ 8 ] |
| 2009 | 23-тя Премія KBS драма                 | Нагорода за високу майстерність (актор)                   | Кім Син У                | Номінація | [ 8 ] |
| 2009 | 23-тя Премія KBS драма                 | Нагорода за високу майстерність (акторки)                 | Кім Те Хі                | Номінація | [ 8 ] |
| 2009 | 23-тя Премія KBS драма                 | Нагорода за майстерність (актор середньотривалої драми)   | Чан Чун Хо               | Перемога  | [ 8 ] |
| 2009 | 23-тя Премія KBS драма                 | Нагорода за майстерність (актор середньотривалої драми)   | Кім Син У                | Перемога  | [ 8 ] |
| 2009 | 23-тя Премія KBS драма                 | Нагорода за майстерність (актор середньотривалої драми)   | Лі Бьон Хон              | Номінація | [ 8 ] |
| 2009 | 23-тя Премія KBS драма                 | Нагорода за майстерність (акторка середньотривалої драми) | Кім Те Хі                | Перемога  | [ 8 ] |
| 2009 | 23-тя Премія KBS драма                 | Нагорода за майстерність (акторка середньотривалої драми) | Кім Со Йон               | Номінація | [ 8 ] |
| 2009 | 23-тя Премія KBS драма                 | Кращий актор другого плану                                | Ю Чу Сан                 | Перемога  | [ 8 ] |
| 2009 | 23-тя Премія KBS драма                 | Кращий новий актор                                        | T.O.P                    | Номінація | [ 8 ] |
| 2009 | 23-тя Премія KBS драма                 | Netizen нагорода (актор)                                  | Лі Бьон Хон              | Перемога  | [ 8 ] |
| 2009 | 23-тя Премія KBS драма                 | Нагорода за популярність (акторка)                        | Кім Со Йон               | Перемога  | [ 8 ] |
| 2009 | 23-тя Премія KBS драма                 | Краща пара                                                | Лі Бьон Хон та Кім Те Хі | Перемога  | [ 8 ] |
| 2010 | 46-та Премія мистецтв Пексан           | Краща драма                                               | «Айріс»                  | Перемога  | [ 9 ] |
| 2010 | 46-та Премія мистецтв Пексан           | Кращий режисер телебачення                                | Кім Кю Тхе, Ян Юн Хо     | Номінація | [ 9 ] |
| 2010 | 46-та Премія мистецтв Пексан           | Кращий актор телебачення                                  | Лі Бьон Хон              | Перемога  | [ 9 ] |
| 2010 | 46-та Премія мистецтв Пексан           | Краща акторка телебачення                                 | Кім Те Хі                | Номінація | [ 9 ] |
| 2010 | 46-та Премія мистецтв Пексан           | Краща акторка телебачення                                 | Кім Со Йон               | Номінація | [ 9 ] |
| 2010 | 3-тя Премія корейської драми           | Краща драма                                               | «Айріс»                  | Номінація |       |
| 2010 | 3-тя Премія корейської драми           | Кращий режисер мінісеріалу                                | Кім Кю Тхе               | Перемога  |       |
| 2010 | 3-тя Премія корейської драми           | Кращий актор                                              | Лі Бьон Хон              | Номінація |       |
| 2010 | 3-тя Премія корейської драми           | Краща акторка                                             | Кім Те Хі                | Номінація |       |
| 2010 | 3-тя Премія корейської драми           | Кращий продюсер                                           | Чун Тхе Вон              | Перемога  |       |
| 2010 | 5-та Сеульська міжнародна премія драми | Видатний корейський актор                                 | Лі Бьон Хон              | Перемога  |       |

## Продовження
У наступному році вийшов повнометражний фільм «Айріс. Кіно» прем'єра якого відбулася 21 березня 2010 року на 34-у Гонконзькому міжнародному кінофестивалі. У томуж році вийшов 20 серійний спін-оф під назвою «Афіна: Богиня війни», а у 2013 році сиквел «Айріс 2: Нове покоління», але жоден з них не повторив успіху оригінального «Айріса».